# Louis Applebaum
Pour les articles homonymes, voir Applebaum.
Louis Applebaum, C.C., O.Ont (3 avril 1918 – 19 avril 2000), est un compositeur et chef d'orchestre canadien.

## Biographie
Sa carrière débute en 1941, alors qu'il compose des partitions de musique de film pour l'Office national du film du Canada. Dès 1942, il est nommé directeur musical et conservera ce poste jusqu'en 1948. Il sera par la suite conseiller entre 1949 et 1953.
En 1955, il met sur pied la partie musicale du Festival de Stratford du Canada. Il composera de la musique de scène pour le festival jusqu'en 1999.
Dans les années 1960, Applebaum deviendra consultant pour la Société Radio-Canada.
En 1980, il sera coprésident avec Jacques Hébert de la Commission fédérale de révision de la politique culturelle qui fut créée un an plus tôt.

## Filmographie partielle
- 1944 : Les Hommes de demain (Tomorrow, the World!) de Leslie Fenton
- 1945 : Les Forçats de la gloire (Story of G.I. Joe) de William A. Wellman
- 1952 : Walk East on Beacon (en) d'Alfred L. Werker

## Récompenses
- 1942 : Nomination pour un Academy Award pour Les Forçats de la gloire
- 1975 : Officier de l'Ordre du Canada (promu en 1996[3])
- 1989 : Membre de l'Ordre de l'Ontario
- 1995 : Compagnon de l'Ordre du Canada
- 1995 : Prix Juno[4]
- 1997 : Prix de la SOCAN pour Special Achievement